# Municipio de Boone (Minnesota)
El municipio de Boone (en inglés: Boone Township) es un municipio ubicado en el condado de Lake of the Woods en el estado estadounidense de Minnesota. En el año 2010 tenía una población de 36 habitantes y una densidad poblacional de 0,39 personas por km².

## Geografía
El municipio de Boone se encuentra ubicado en las coordenadas 48°35′51″N 94°36′2″O / 48.59750, -94.60056. Según la Oficina del Censo de los Estados Unidos, el municipio tiene una superficie total de 92.53 km², de la cual 92,47 km² corresponden a tierra firme y (0,07 %) 0,06 km² es agua.

## Demografía
Según el censo de 2010, había 36 personas residiendo en el municipio de Boone. La densidad de población era de 0,39 hab./km². De los 36 habitantes, el municipio de Boone estaba compuesto por el 83,33 % blancos, el 13,89 % eran afroamericanos y el 2,78 % eran de una mezcla de razas. Del total de la población el 2,78 % eran hispanos o latinos de cualquier raza.